# Канченджанґа
Канченджанґа (англ. Kangchenjunga, непалі: कञ्चनजङ्घा, Kanchanjaŋghā, лімбу: SewaLungma) — третя за висотою вершина світу (після Евересту і K2), висота 8586 м над рівнем моря.

## Географія

Канчеджанга 3D

Назва «Канченджанґа» означає «п'ять снігових скарбів», посилаючись на п'ять вершин гори (Головна, Західна, Південна, Центральна та Кангбачен), чотири з яких вищі за 8450 м, що символізують п'ять «скарбів»: золото, срібло, коштовне каміння, зерно і священні книги. Три з п'яти піків розташовані на кордоні непальського округу Таплежунґ та індійського штату Сіккім, ще два — цілком в окрузі Таплежунґ.

### Вершини Канченджанґи
- Канченджанґа (Головна) (висота — 8586 м / відносна висота — 3922 м / ізоляція — 124,32 км)[4];
- Ялунг-Канг або Канченджанґа Західна (Yalung Kang: 8505 м / 135 м / 1,11 км)[6];
- Канченджанґа Південна (8476 м / 76 м / 1,44 км)[7];
- Канченджанґа Центральна (8473 м / 33 м / 0,56 км)[8];
- Кангбачен (7903 м / 103 м / 1,42 км)[9];

Ще однією із вершин, шостою за рахунком та п'ятим восьмитисячником, вважається вершина на плечі Канченджанґи Західної (Yalung Kang Shoulder: 8200 м / 40 м). На схід-південний-схід від Канченджанґи Південної розташована вершина Зему-Канґ (7780 м / 140 м / 0,81 км).

## Історія
До 1852 року Канченджанґа вважалася найвищою горою світу, проте розрахунки, виконані після експедиції 1849 року, показали, що Еверест вищий, а Канченджанґа є третьою за висотою вершиною.
Перше успішне сходження було здійснено 25 травня 1955 року учасниками британської експедиції Джо Брауном та Джорджем Бандом.
На сьогоднішній день на Канченджангу прокладені 11 різних маршрутів сходження (не враховуючи варіант Бюлера 1988 року).

## Складнощі у сходженні
Попри загальносвітову тенденцію зниження смертності під час гірських сходжень, у випадку з Канченджанґою правило не працює. В останні роки кількість трагічних випадків виросла до 22 % і падати не збирається. В Непалі існує легенда, що Канченджанґа — гора-жінка, і вона вбиває всіх жінок, котрі намагаються піднятися на її вершину.
Єдиною жінкою, котрій вдалося піднятися на вершину і спуститься назад, довгий час була британська альпіністка Джінетт Харрісон, що підкорила Головну вершину у 1998 році. Через півроку вона загинула під час сходження на Дхаулагірі.

## Галерея

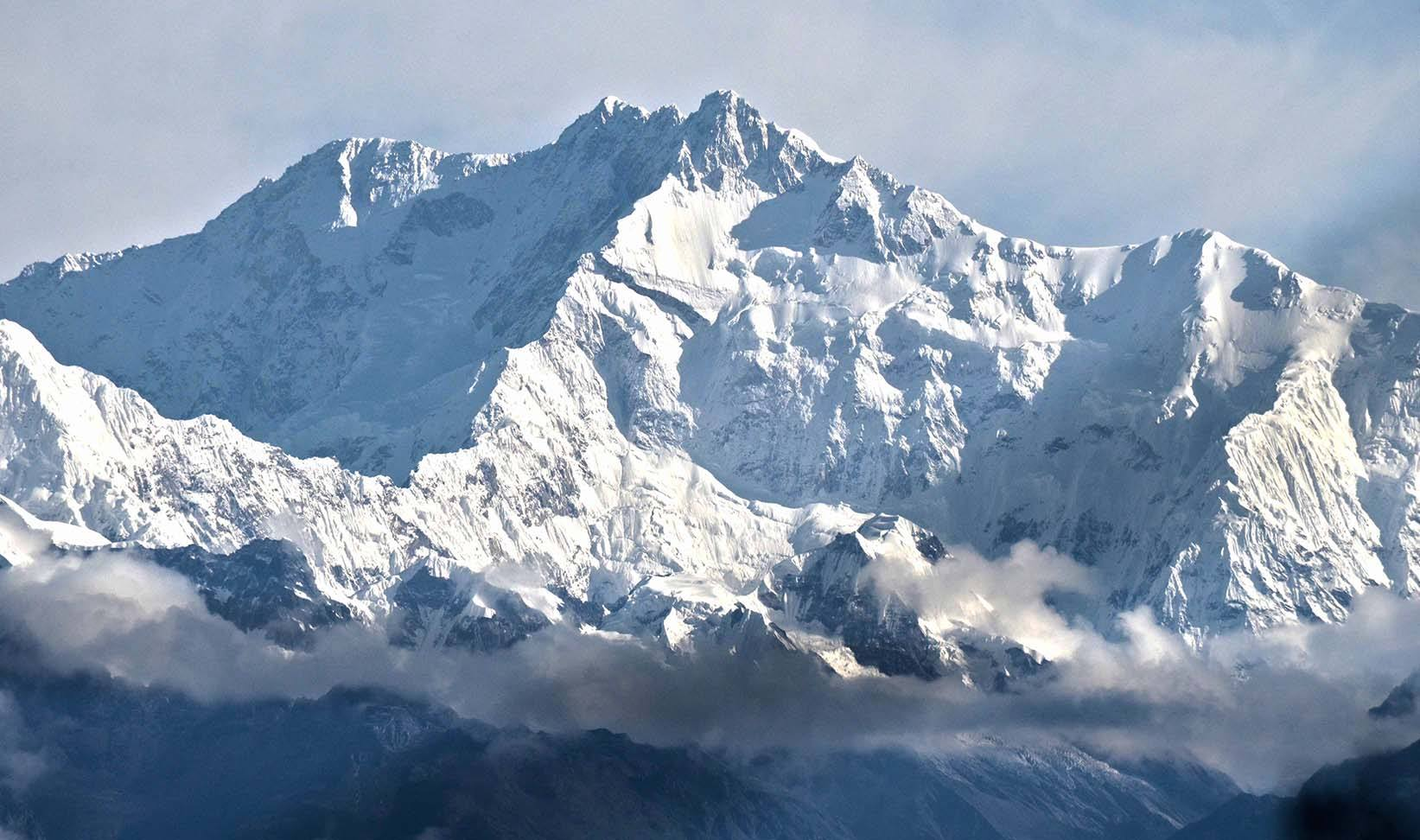
Вид з Дарджилінга
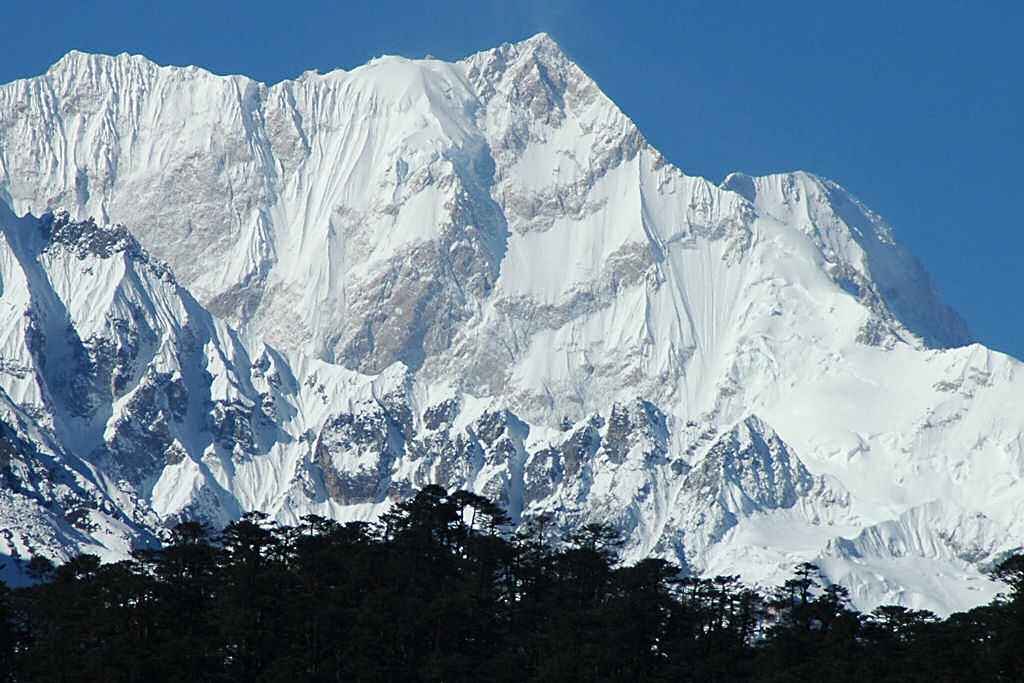
Вид зі сходу
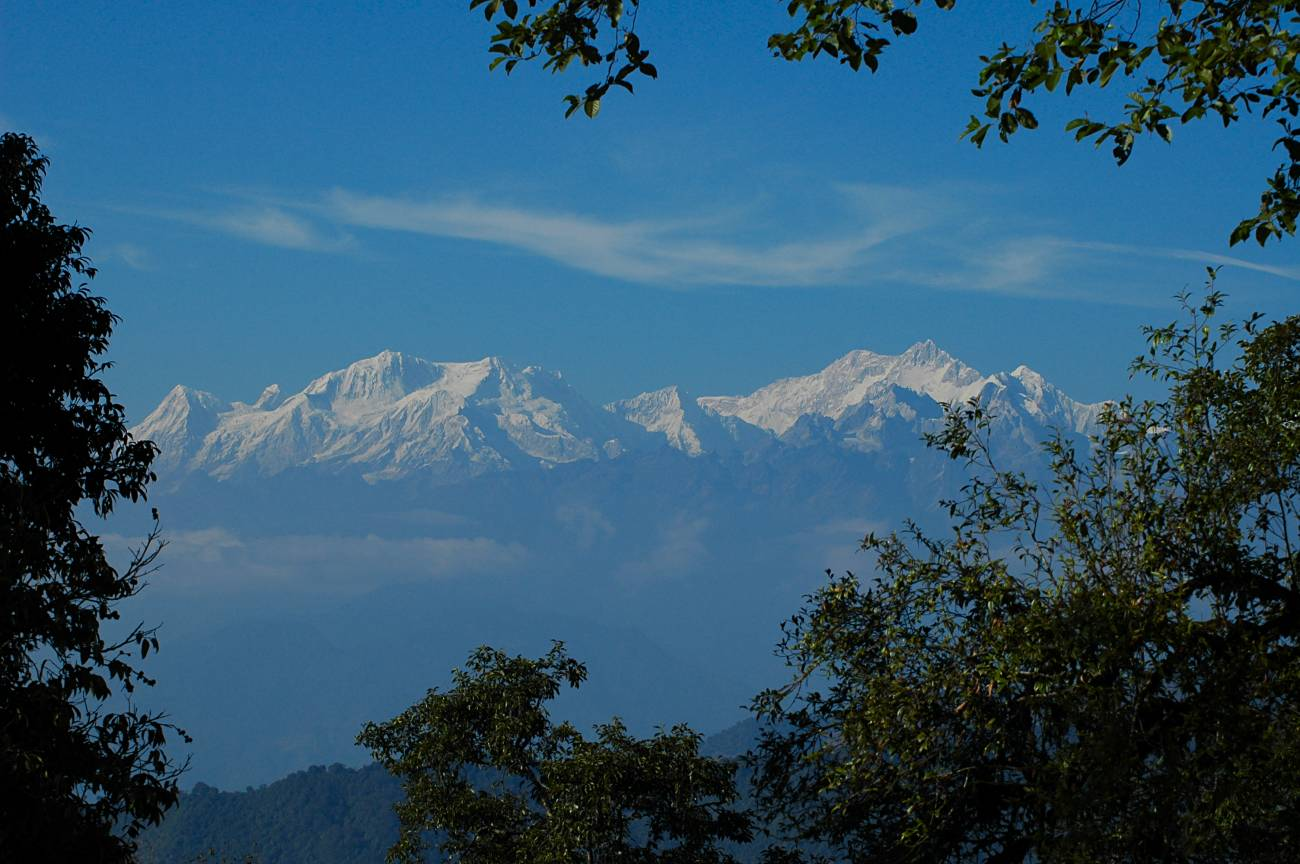
Вид з Південного Сіккіму